# Ficus erinobotrya
Ficus erinobotrya es una especie de planta del género Ficus, perteneciente a la familia Moraceae.

## Taxonomía
Ficus erinobotrya fue descrita por Edred John Henry Corner en 1960.

## Distribución
Se encuentra en el territorio del archipiélago Bismarck e Islas Salomón.